# Исакча
Исакча (на румънски: Isaccea) или Облучица (старото българско име на града употребявано до 19 век), е град в окръг Тулча, Северна Добруджа, днес в Румъния, разположен на десния бряг на Дунава.

## История
В античността на 2 км от днешния град се намира римският граничен град Новиодунум. През септември 369 г. тук става битката при Новиодунум между Източната Римска империя и вестготите.
В Средновековието градът е известен като българската крепост Облучица  издигната не по-късно от IХ век и просъществувала през цялото средновековие.
Езическият български период на крепостта е добре засвидетелстван включително от керамичен съд с характерния прабългарски символ IYI върху него, а следващия християнски от средновековна кана с български надпис „нашь“ и други находки открити в 2,5 м дебелия културен слой при частичните разкопки на румънските археолози в 1953 г. Българската средновековна крепост не е разкопана и проучена, в пласта с керамика от Х век е открита стена дебела 3.60 м подобно на тази в Плиска изградена от камъни и тухли на хоросан.
В края на 13 век българският град и важен брод на Дунава е овладян от татарите, те се настаняват в града и започват да го наричат по своему Исакча. Археологическите материали потвърждават, че татарите се заселват в отдавна съществуващ вече български град. Името му Облучица продължава да се употребява паралелно с татарското. Така той е посочен от Влад Цепеш в писмо до унгарския крал Матиаш Корвин от 11 февруари 1462 г., написано на латиница Oblisitsa. Българското име Облучица фигурира и в географските карти, пътеписите и други документи до края на XVIII в. наред с татаро-турското Исакча, официално прието от османската власт наименование на града по време на османското владичество. Най-късният известен ни източник, наричащ града с българското му име, е руски документ от 1788 г. назоваващ го Облушица, както са наричали града тукашните българи и други християни, които и в XVI в. са основната част от местното население както свидетелства османският регистър на овцевъдите от 1573 г., където в град Исакча са записани почти само християни. Те очевидно са основното население на града още преди завладяването му от османците и векове остават такова. В западни източници, като не ce споменава за наличие на съществено влахо-молдовско население, недвусмислено и в 1677 г. за Облучица-Исакча ce посочва:
| „ | "Този град е в България, по-голямата част от жителите му са българи, гърци, арменци, евреи и турци” | “ |

Крепостта на Облучица-Исакча се споменава за първи път от османските хронисти при събитията в 1419 – 1420 г., когато султан Мехмед I си връща някои долнодунавски крепости, завзети от власите и съюзени с тях българи, и ги поправя. Мустафа Али съобщава, че власите „разрушили трите крепости Исакча, Ени сала и Гюргево. Понеже се намирали на границата… и тъй като възстановяването им било крайно наложително, те били отново построени и доведени в добро състояние“. Шюкрюллах пише, че Мехмед I се насочва срещу власите и възстановява разрушените от тях крепости Исакча, Ново село (дн. Ени сала) и Гюргево.
През зимата на 1461 – 1462 г. Влад Цепеш превзема на Дунава града-крепост Облучица и на черноморския бряг крепостта Ново село (посочена и тя с българското си име на латиница – Novazel, дн. Ени сала).
В 1595 г. молдовският войвода Арон, подкрепен от казаци, напада Облучица. В донесение на английския консул в Цариград до короната от 5 май 1599 г. се съобщава, че влашкият господар Михаил Витяз „ограбил и опустошил един ... голям град... наречен Исакча“.
Явно след толкова битки старата крепост „Ески кале“ на около 2 км от днешния град е силно пострадала и в XVII век започват строителни работи на укрепленията, които се намират на самия дунавски бряг, имат четириъгълна форма и една порта, а селището е извън тях и раята била от българи, власи, гърци и арменци пише Евлия Челеби.
През 1620 г. Осман II започва оттук похода си срещу Полша и построява въпросната крепост, пише Хаджи Калфа.
Арсений Суханов минал оттук в 1651 г. пише, без да уточнява откога е крепостта, че тя е от бели камъни. Всъщност явно основно става дума за голям ремонт на старото укрепление, разчистване на жилищата в него и преизграждане на срутените части от стените му, защото западни пътешественици, минали оттам не след дълго като италианеца Мани в 1672 г. и друг европеец в 1677 г., я описват като добър стар кастел с високи стени и кули на дунавския бряг, без никакви къщи вътре, а трети пътешественик – Де ла Мотре в 1711 г. специално отбелязва, че градът има „старинен замък“. Крепостта продължава да съществува до началото на XIX век и през руско-турските войни. Руските сведения оттогава я описват, точно както и всички останали преди тях – със здрави и високи каменни стени, четири кули и само един вход, не откъм сушата, а откъм реката. Крепостта неколкократно е превземана и разрушавана от руските войски, докато накрая не е изоставена без да бъде повече подновявана от османците.
При избухването на Балканската война в 1912 година четирима души от Исакча са доброволци в Македоно-одринското опълчение.

## Личности
Родени в Исакча
- Димитър Мантов (? – 1921), кмет на Русе
- Павел Григоров (1885/1886 – ?), македоно-одрински опълченец, жител на Варна, Сярска чета, Нестроева рота на 13 кукушка дружина[15]